# Amphoe Non Suwan
Amphoe Non Suwan (thaï : โนนสุวรรณ) est un amphoe de la province de Buriram.